# Corsico
Corsico är en stad och en kommun i norra Italien. Den ligger i storstadsregionen Milano, innan 31 december 2014 i provinsen Milano, i regionen Lombardiet sydväst om Milano. Kommunen hade 34 715 invånare (2018) och gränsar till kommunerna Buccinasco, Cesano Boscone, Milano och Trezzano sul Naviglio.